# 周俊良
周俊良，教授，在广东海洋大学深圳研究院海洋环境科学与工程研究中心任职，主要从事环境科学与工程方面的研究工作。入选中华人民共和国教育部2009年度"长江学者"特聘教授。